# Carlo Marchionni
Carlo Marchionni (né et mort à Rome, 10 février 1702 - 28 juillet 1786) était un architecte italien. Il était aussi un sculpteur et dessinateur.

## Biographie
La première formation de Marchionni était celle de sculpteur. Il a étudié l'architecture à l'Accademia di San Luca de Rome, comme élève de Filippo Barigioni adepte du style de Borromini. En 1728 Marchionni avait retenu l'attention du cardinal Alessandro Albani, un collectionneur d'antiquités. Le style de Marchionni influencé par Borromini est identifiable dans Ses premiers travaux pour la villa du cardinal Albani à Anzio et le palais papal de Castel Gandolfo.
Marchionni a contribué à restaurer la chorale de la Basilique Saint-Jean-de-Latran avec Giovanni Battista Piranesi.

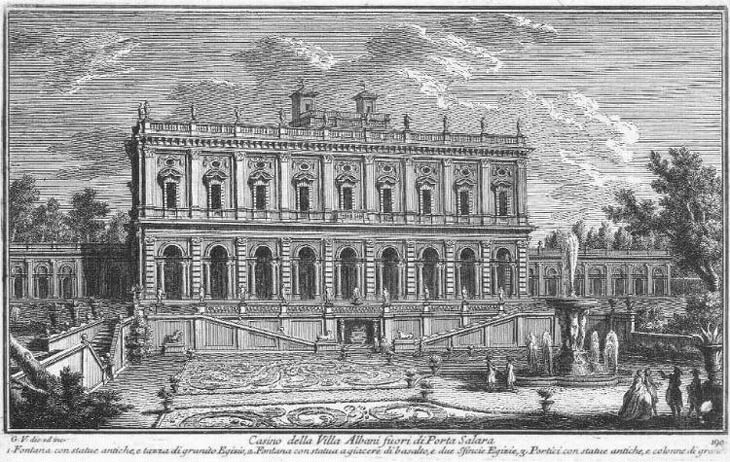
Jardin de la Villa Albani, gravure de Giuseppe Vasi.